# Ichneumon amblypygops
Ichneumon amblypygops là một loài tò vò trong họ Ichneumonidae.